# 鳥取市立江山中学校
鳥取市立江山中学校（とっとりしりつ こうざんちゅうがっこう）は、鳥取県鳥取市倭文にあった公立中学校。2020年、鳥取市立美和小学校・鳥取市立神戸小学校と統合し、義務教育学校に移行した。

## 概要
1963年（昭和38年）4月に、美和中学校と神戸中学校の統合により発足した。
1947年（昭和22年）4月、新制中学校の創設にあたって当初は旧千代青年学校と同じく神戸村・大和村・美穂村の組合立として計画されたが、神戸村が単村独立を主張したことから美和・神戸の両中学校が発足した。しかし神戸中学校は小学校の敷地に同居して規模が小さかったことから地元からその措置について要望が出ており、鳥取市に合併後の1961年（昭和36年）11月から美和・神戸の両中学校の統合計画が進められた。
この中学校統合により通学距離が長くなる神戸地区では、交通費補助について「6km以上の遠距離通学生には4kmを差し引いた残りの距離につき、11ヶ月分のバス運賃を補助」することで妥結された。これは「神戸方式」と呼ばれ、市内のその後の統合にも適用された。
校区は、美和小学校、神戸小学校の通学区域となっていた。付近を千代川が流れている。

## 沿革
- 1963年（昭和38年）
  - 4月1日 - 美和中学校を美和校舎、神戸中学校を神戸校舎と改称する。当時は学校名が決定されていなかったため、「千代中学校」の仮称を使用していた。
  - 6月1日 - 学校名を江山中学校と決定。命名は当時の鳥取市長、高田勇による。
- 1964年（昭和39年）
  - 4月1日 - 旧美和中学校を校地継承し、美和校舎・神戸校舎を実質統合、移転。
  - 4月8日 - 普通教室9教室竣工。
  - 9月4日 - 校歌制定（作詞：橋本豊、作曲：小泉恵[3]）。
- 1973年（昭和48年）4月28日 - 創立10周年記念式典挙行。
- 2020年（令和2年）
  - 3月31日 - 閉校。
  - 4月1日 - 美和小学校・神戸小学校と統合し、義務教育学校である鳥取市立江山学園が開校。校舎は、美和小学校を耐震補強・改築して使用（完成まではグラウンドに仮設校舎を建設として使用）。

（参考文献：）

### 美和中学校
- 1947年（昭和22年）4月29日 - 大和村美穂村組合立美和中学校を大和村大字倭文65番地、旧千代青年学校校舎に設立。校名は「美穂」と「大和」から漢字一文字ずつとって美和とした。3年生の教室は元の育雛場で、土間に荒壁という劣悪な環境であった。
- 1948年（昭和23年）8月 - 大和小学校余剰校舎1教室の建物を3教室に移転改築。
- 1949年（昭和24年）9月 - 美穂小学校余剰校舎3教室の建物を2階建3教室に移転改築。
- 1952年（昭和27年）4月 - 新校舎2階建6教室および応接室、玄関落成。
- 1953年（昭和28年）7月1日 - 美穂・大和両村が鳥取市に編入、鳥取市立美和中学校と改称。
- 1957年（昭和32年）10月 - 体育館竣工。
- 1963年（昭和38年）3月31日 - 閉校。

（参考文献：・・）

### 神戸中学校
- 1947年（昭和22年）4月28日 - 神戸小学校高等科教室を転用して開校。
- 1949年（昭和24年）5月19日 - 神戸中学校農業協同組合を結成。
- 1951年（昭和26年） - 校舎増改築。
- 1953年（昭和28年）
  - 4月 - 体育館竣工。
  - 7月1日 - 神戸村が鳥取市に編入、鳥取市立神戸中学校と改称。
- 1963年（昭和38年）3月31日 - 閉校。

（参考文献：・）

## 通学区域
- 神戸小学校校区
  - 岩坪、上砂見、下砂見、中砂見
- 美和小学校校区
  - 赤子田、朝月、猪子、上味野、源太、倭文、下味野、竹生、玉津、長谷、向国安、横枕
- ただし、小規模校特別転入制度により区域外から神戸小学校に通学していた場合に限り、希望すれば区域外から江山中学校に通学することが認められている。